# La5
La5 es un canal de televisión italiano publicado por Mediaset. Se plantea como un canal temático con target femenino.

## Historia
La5 comenzó a emitirse el 12 de mayo de 2010, tras una promoción que tuvo lugar en las principales cadenas de Mediaset, que contó con rostros conocidos como Alessia Marcuzzi, Geppi Cucciari, Silvia Toffanin y Marco Carta como testimonios, especialmente queridos por el público objetivo de la emisora., las mujeres. El programa que abre la programación a las 21:10 es Le nuove mostre, un spin-off de Striscia la notizia conducido por las showgirls Federica Nargi y Costanza Caracciolo.
La programación de la cadena está formada en gran parte por la re-propuesta de algunos programas de Canale 5 en diferido, y por emisiones de temática femenina. El resto de la programación se compone principalmente de series de televisión así como algunas repeticiones de programas históricos de la entonces Fininvest / Mediaset. El canal también transmite varios en el extranjero, como Extreme Makeover: Home Edition. Entre las producciones originales, Cambio casa, cambio vita!, muestra de diseño de interiores conducida por Andrea Castrignano.
En 2012 se lanzaron nuevas producciones como Che trucco! (con Tamara Donà) y GiroGiroBimbo (con Ellen Hidding); en el mismo año Emanuela Folliero se convierte en uno de los rostros del canal, presentando programas como Hollyfood - L'appetito vien guardando.
Del 29 de abril al 16 de mayo de 2020, con motivo de su 10º aniversario, La5 emitió varios promos que también publicitaban el evento en las redes de Mediaset, un logo especial y una programación especial con Come tu mi vuoi, las películas de Bridget Jones, la nueva temporada de 9 mesi y otras producciones.
El actual director de La5 es Marco Costa.
La locutora oficial del canal es la actriz de doblaje Marcella Silvestri .

## Desparramar
La5 se puede ver en HD en medios digitales terrestres en el múltiplex Mediaset 1, en LCN 30 y 530, en satélite en LCN 12 de Tivùsat y en Sky 159, en transmisión en HD en TIMvision y en Mediaset Infinity .
A partir del 2 de enero de 2019 también estará disponible en la plataforma Sky Italia.
El 28 de diciembre de 2020, la versión satelital del canal cambia al modo DVB-S2, y solo se puede recibir en dispositivos habilitados para alta definición.
El 17 de enero de 2022 cambia a codificación MPEG-4 y migra a Mediaset 1 mux mientras que la versión MPEG-2 de Mediaset 4 mux pasa a ser provisional.
El 14 de julio de 2022 la versión satélite pasó a HD, seguida de la de digital terrestre el 21 de diciembre de 2023 y el 17 de enero de 2023 en Mediaset Infinity.

## Cronograma

### Programas actuales

#### Programas de televisión
- 9 mesi e poi...
- Cambio casa, cambio vita! (de 2011 a 2020)
- Divina cocina
- Modamania
- Una nuova vita (junto con Claudio Guerrini y Crisula Stafida)
- The Royal Saga
- Radio Bruno Estate (dal 2022)
- Salotto Salemi (dal 2022)
- Un armadio per due (dal 2023)

#### Reality show
- Grande Fratello (reposiciones y transmisión en vivo, también en Canale 5 e Italia 1)
- L'isola dei famosi (reposiciones y live streaming, también en Canale 5 e Italia 1)
- Grande Fratello VIP (reposiciones y transmisión en vivo, también en Canale 5 y Italia 1)

#### Series de televisión
- Dr. House - Medical Division
- L'onore e il rispetto (anteriormente también en Canale 5 )
- Riverdale
- Rosamunde Pilcher
- Inga Lindström
- Emilie Richards
- The Vampire Diaries (serie de televisión)
- Dolores Reales (etapa 3)
- The Originals
- Caterina e le sue figlie (también en Canale 5)
- Gilmore Girls (anteriormente también en Canale 5 y Italia 1)
- Una nuova vita
- The O. C.
- Legacies (st. 4)

#### Otros programas
- TGcom24 (información)

### Emitido anteriormente

#### Programas de televisión
- 3 minutos de dulzura
- About Love
- Amici Casting
- Amici di Maria Collection
- Amici Tour
- Bye Bye Cinderella
- Ciao Darwin 6 - Istruzioni per l'uso (anteriormente también en Canale 5)
- Chi ha incastrato Peter Pan? (anteriormente también en Canale 5)
- Donna Moderna Live
- Fashion Style
- GiroGiroBimbo
- Grande Fratello - Aspettando
- Grande Fratello - Night
- Hollyfood - L'appetito vien guardando
- Le nuove mostre
- L'isola dei famosi - Extended Edition
- Missione Green
- Queen Bees
- SOS pausa pranzo
- Sweet Sardinia
- Tacco 12
- Torte d'autore
- Tra sogno e realtà
- Tuozoo
- Paint (anteriormente también en Canale 5 y en Mediaset Extra bajo el nombre Vernice Light y Vernice Week)
- Vite in apnea
- I-Crew

#### Series de televisión
- Champs 12
- Dallas (ep. 5+)[6]
- Eastwick
- Friends
- Hart of Dixie
- How I Met Your Mother
- I maghi di Waverly
- Los Tudor (st. 2-4)
- iCarly (temporadas 1-2 y Temporadas 3-4 reposiciones gratis al aire)
- iZombie
- Il mondo di Patty
- Gossip Girl
- Glee
- Jack & Bobby
- Mercy
- Privileged
- Pretty Little Liars
- Pushing Daisies
- Smash
- Sunny, entre estrellas
- The Forgotten
- The Originals
- Suits

#### Telenovelas y telenovelas
- Alisa - Segui il tuo cuore
- Rebelde
- Una famiglia quasi perfetta

## Audiencias

### Comparte 24h de La5
Datos de Auditel relativos al día medio mensual en el target de 4+ personas.

| Año  | Enero | Febrero | Marzo | April | Mayo  | Junio | Julio | Agosto | Septiembre | Octobre | Noviembre | Diciembre | Promedio |
| ---- | ----- | ------- | ----- | ----- | ----- | ----- | ----- | ------ | ---------- | ------- | --------- | --------- | -------- |
| 2010 | -     | -       | -     | -     | -     | -     | -     | -      | -          | 0,60%   | 0,68%     | 0,90%     | -        |
| 2011 | 0,95% | 0,98%   | 0,93% | 0,92% | 0,91% | 0,82% | 0,82% | 0,80%  | 0,70%      | 0,74%   | 0,64%     | 0,69%     | 0,83%    |
| 2012 | 0,73% | 0,73%   | 0,78% | 0,77% | 0,78% | 0,90% | 0,92% | 0,97%  | 0,90%      | 0,88%   | 0,86%     | 0,84%     | 0,84%    |
| 2013 | 0,86% | 0,82%   | 0,83% | 0,87% | 0,79% | 0,71% | 0,81% | 0,88%  | 0,75%      | 0,72%   | 0,73%     | 0,74%     | 0,79%    |
| 2014 | 0,78% | 0,84%   | 0,80% | 0,76% | 0,73% | 0,78% | 0,87% | 0,88%  | 0,84%      | 0,75%   | 0,73%     | 0,72%     | 0,79%    |
| 2015 | 0,74% | 0,75%   | 0,82% | 0,75% | 0,75% | 0,70% | 0,72% | 0,79%  | 0,70%      | 0,76%   | 0,78%     | 0,64%     | 0,74%    |
| 2016 | 0,67% | 0,66%   | 0,73% | 0,72% | 0,70% | 0,59% | 0,64% | 0,67%  | 0,71%      | 0,65%   | 0,70%     | 0,64%     | 0,67%    |
| 2017 | 0,63% | 0,81%   | 0,99% | 0,74% | 0,72% | 0,70% | 0,78% | 0,85%  | 0,84%      | 0,75%   | 0,81%     | 0,70%     | 0,78%    |
| 2018 | 0,81% | 0,96%   | 0,96% | 0,86% | 0,73% | 0,64% | 0,77% | 0,81%  | 0,84%      | 0,78%   | 0,70%     | 0,70%     | 0,80%    |
| 2019 | 0,79% | 0,88%   | 0,94% | 0,71% | 0,76% | 0,72% | 0,79% | 0,80%  | 0,86%      | 0,94%   | 0,98%     | 1,10%     | 0,86%    |
| 2020 | 0,92% | 0,73%   | 0,62% | 0,72% | 0,90% | 0,83% | 1,05% | 0,84%  | 0,95%      | 0,86%   | 0,86%     | 0,86%     | 0,84%    |
| 2021 | 0,83% | 0,82%   | 0,88% | 0,86% | 0,94% | 0,84% | 0,92% | 0,85%  | 0,86%      | 0,87%   | 0,88%     | 0,81%     | 0,86%    |
| 2022 | 0,80% | 0,80%   | 0,87% | 0,95% | 1,19% | 0,90% | 0,84% | 0,99%  | 0,96%      | 1,07%   | 1,12%     | 1,14%     | 0,96%    |
| 2023 | 1,04% | 1,05%   | 1,21% | 1,27% | 1,19% |       |       |        |            |         |           |           |          |